# Archiv hlavního města Prahy
Archiv hlavního města Prahy (AHMP, i AMP) je městský archiv zřízený jako odbor Magistrátu hl. m. Prahy. Hlavní sídlo archivu se nachází v samostatné části archivního areálu na Chodovci (v oddělené části sídlí NA a SOA v Praze).
Městský archiv má velký význam pro dějiny nejen Prahy, ale i Čech, vzhledem k mimořádné roli hlavního města. Moderní dějiny archivu se počítají od jmenování městského archiváře Karla Jaromíra Erbena v roce 1851. Současným ředitelem archivu je Petr Jíša.
Archiv se snaží popisovat dějiny Prahy a obecněji i měst, za tímto účelem vydává ročenky Pražský sborník historický, Documenta Pragensia a vytváří monografickou řadu Documenta Pragensia Monographia.

## Archivní soubory
Ve správě archivu se nachází přes 2900 archivních souborů, jejichž celkový rozsah přesahuje 24 700 bm a 250 GB. Mezi nejatraktivnější patří sbírka listin (s nejstarší jednotlivinou, bohnickou autentikou z roku 1158), sbírka rukopisů a sbírka starých tisků (okolo 14 000 knihovních jednotek), zajímavá je i heraldická sbírka od Františka Emanuela Rentze. V části fondů jsou to potom bohaté materiály k dějinám Prahy i měst (včetně cechovnictví).

## Městští archiváři a ředitelé
- Karel Jaromír Erben 1851–1870
- Josef Emler 1871–1896
- Jaromír Čelakovský 1896–1906
- Josef Teige 1906–1921
- Václav Vojtíšek 1921–1949
- Václav Hlavsa 1949–1960
- Jiří Čarek 1960–1974
- František Holec 1974–1987
- Václav Ledvinka 1987–2016
- Petr Jíša od roku 2016

## Správní členění
- oddělení správy NAD a informačního systému AMP
- oddělení fondů novodobé správy
- oddělení provozního zabezpečení a ochrany archiválií
- oddělení využívání archiválií
- oddělení historických sbírek a depozit
- oddělení fondů městské správy do r. 1945
- oddělení fondů městských podniků, institucí a fyzických osob
- oddělení fondů státních orgánů
- oddělení správního archivu a hlavní spisovny MHMP
- oddělení „Digitální archiv hl. m. Prahy“